# Medyka
Medyka je obec v podkarpatském vojvodství v Polsku nedaleko města Přemyšl. Poblíž obce protéká řeka San, která se zde blíží k ukrajinské hranici.
Obec leží na samém východním okraji Polska na hranici s Ukrajinou. Jihozápadně od Medyky se nachází železniční terminál a silniční hraniční přechod, který je jedním z mála přechodových bodů mezi Polskem a Ukrajinou.